# Jason Brooks
Jason Maxwell Brooks (Colorado Springs (Colorado), 10 mei 1966) is een Amerikaanse acteur.
Hij is het meest bekend voor zijn rol van Peter Blake in de soapserie Days of our Lives. Aanvankelijk was het de bedoeling dat hij maar een paar afleveringen zou meedraaien, maar uiteindelijk bleef hij van 1993 tot 1996 en keerde nog eens terug van 1997 tot begin 1998. Peter was erg populair en werd door het tijdschrift Soap Opera Digest gebombardeerd tot "Meest sexy man op de televisie".
Hij maakte ook gastoptredens in series zoals The Pretender, Friends, CSI: NY, Boston Legal en Charmed.
In 1999 kreeg hij een hoofdrol als Sean Monroe in de populaire televisieserie Baywatch. Hij draaide twee seizoenen mee.

## Persoonlijk
Sinds 1994 is Brooks met Corinne Olivo getrouwd. Ze kregen een zoontje Jaredan in maart 1999.